# Al Mahwit
Al Mahwit là một thành phố thuộc tỉnh Al Mahwit, Yemen. Đến thời điểm năm 2003, thành phố này có dân số 20134 người